# Republik Cospaia

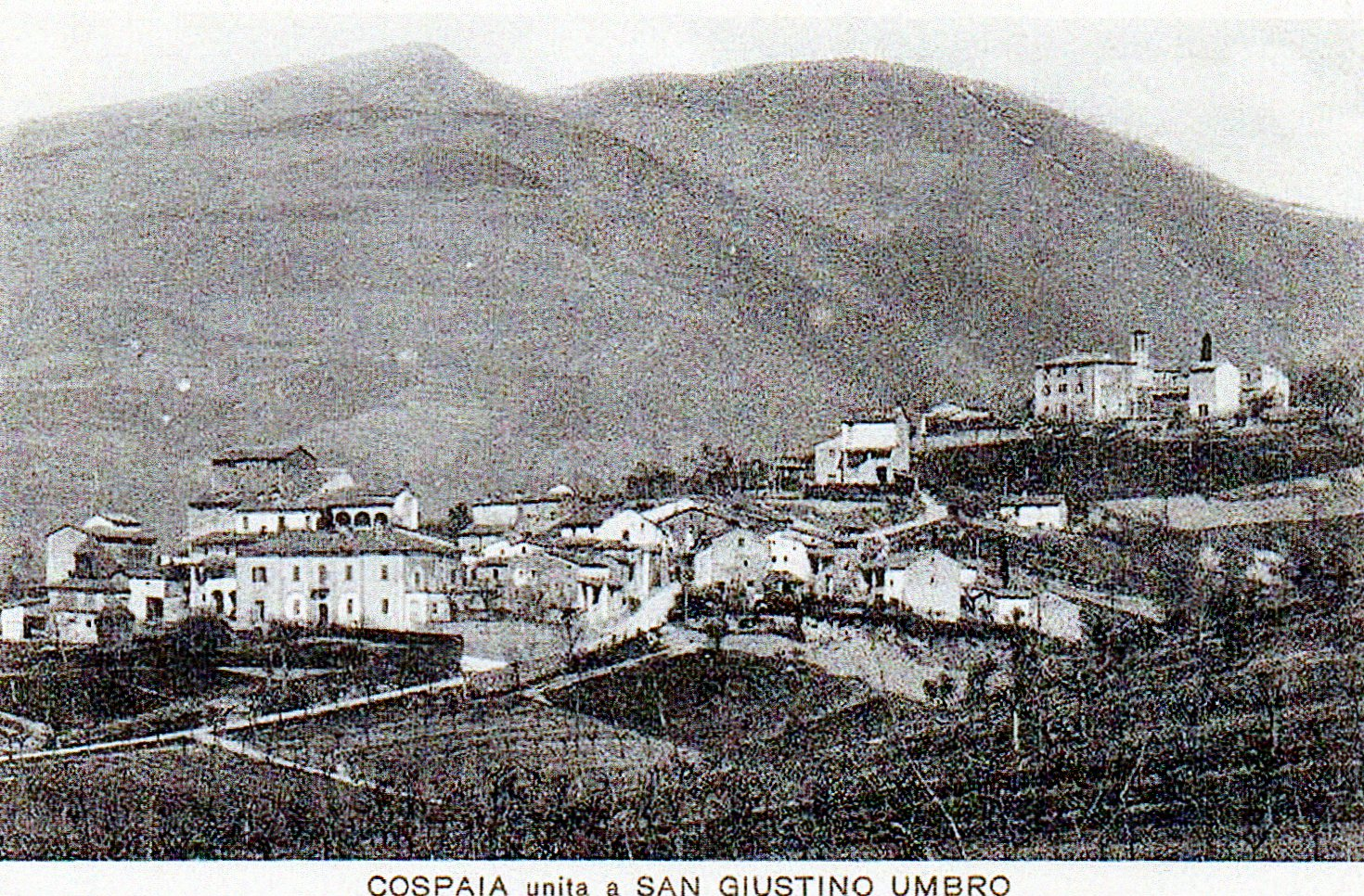
Panorama von Cospaia

Die Republik Cospaia war ein unabhängiger Kleinststaat, der von 1441 bis 1826 existierte. Die Republik entstand aufgrund eines Irrtums bei der Grenzziehung zwischen dem Kirchenstaat und der Republik Florenz. Heute ist Cospaia ein Ortsteil der Gemeinde San Giustino in der Provinz Perugia an der Grenze zwischen der Toskana und Umbrien im oberen Tiber-Tal, der Valtiberina. 

## Geschichte

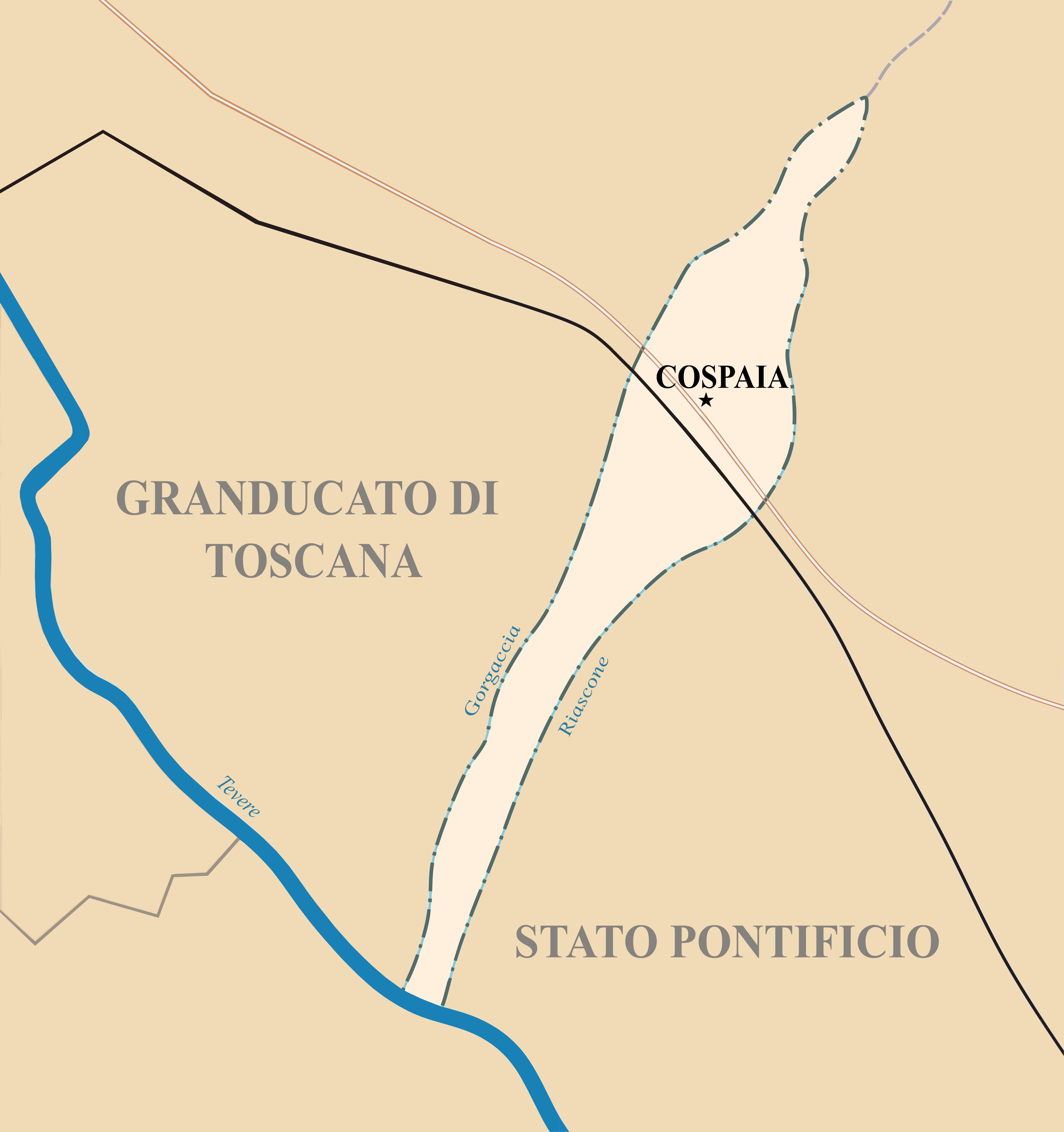
Gebiet der Republik Cospaia mit den Grenzen zum Kirchenstaat und zum Großherzogtum Toskana

Papst Eugen IV. bat 1431 Cosimo de’ Medici um ein Darlehen von 25.000 Florentinern für die Auseinandersetzung mit dem Konzil von Basel. Als Sicherheit verpfändete der Papst das damals päpstliche Sansepolcro. Mit Ablauf der Vereinbarung im Jahre 1441 war der Papst nicht in der Lage, die ausstehende Summe zurückzuzahlen. Als Gegenleistung für den gewährten Kredit wurde Sansepolcro daher an die Republik Florenz übertragen.
Die Gelegenheit zur Gründung der Republik Cospaia entstand aufgrund einer unterschiedlichen Definition bei der Grenzfestsetzung durch die Vertragsparteien. Diese wurde durch die Existenz zweier gleichnamiger Bäche verursacht. Die Delegierten von Florenz betrachteten den weiter nördlich gelegenen Bach als neue Grenze, während die Delegierten des Kirchenstaates den weiter südlich gelegenen als solche definierten. In der Konsequenz dessen entstand ein Gebiet, das keiner der beiden Parteien zugeordnet war. Dadurch wurde das Dorf Cospaia und ein einige Kilometer langer und rund 500 bis 700 Meter breiter Streifen Land, nicht in den Vertrag mit aufgenommen. Die Einwohner gründeten daraufhin die autonome Republik Cospaia. Im Jahre 1484 wurde die Autonomie formell anerkannt.
Die Republik verfügte über keine schriftlich fixierten Gesetze, keine eigenen Soldaten und erhob keine Zölle. Die Einwohner unterhielten sowohl mit dem Großherzogtum Toskana als auch mit dem Kirchenstaat Handelsbeziehungen, wobei der Tabakanbau, der in anderen Regionen verboten war, eine besondere Rolle spielte. Eine Regierung oder Verwaltung gab es nicht. Stattdessen trafen sich der Rat der Ältesten sowie alle Familienoberhäupter, um gemeinsam Lösungen für aufkommende Probleme zu erarbeiten. Das Mahlen von Getreide und medizinische Versorgung waren nur im benachbarten San Giustino möglich.
Cospaia entwickelte sich zu einem bedeutenden Tabakanbauzentrum; die Einwohner legten einen kleinen See zur Bewässerung der Tabakkulturen an. Der wesentliche Standortvorteil von Cospaia lag in der Nichtbesteuerung von Tabak. Dies führte zu einer Vielzahl von Schmuggelaktivitäten, die in Cospaia nicht strafrechtlich verfolgt wurden. Im Jahre 1826 wurde ein Abkommen zwischen dem Großherzogtum Toskana und dem Kirchenstaat geschlossen, welches das Ende der Republik Cospaia und deren Eingliederung in die Gemeinde San Giustino zur Folge hatte. Als Entschädigung erhielt jeder Einwohner eine Silbermünze, die auf einer Seite das Profil des Papstes zeigte. Die Einwohner von Cospaia bezeichneten sie als Papetto („Päpstchen“), wobei die Verkleinerungsform „-etto“ verdeutlichen sollte, dass die Entschädigung für die verlorene Freiheit unangemessen niedrig war. Im Juni jedes Jahres findet in Cospaia ein Fest zur Erinnerung an die Republik Cospaia statt.

Flagge der Republik Cospaia

## Flagge
Cospaia hatte eine offizielle Flagge, die heutzutage im Dorf während des Festes der Alten Republik gehisst wird. Die Flagge besteht aus einem schwarzen und einem weißen, diagonal geteilten Feld mit Zierschwänzen. Das Motto von Cospaia war Perpetua et firma libertas („Immerwährende und sichere Freiheit“).

## Tabakanbau
Der Tabakanbau in der Toskana wurde zunächst in Sansepolcro betrieben. Im Jahre 1574 erhielt Alfonso Tornabuoni, Bischof der Stadt Sansepolcro, Tabaksamen als Geschenk von Niccolò Tornabuoni, dem Apostolischen Nuntius in Frankreich. In der Folge fand eine rasche Verbreitung des Tabakanbaus in der unteren Toskana sowie in der benachbarten Republik Cospaia statt.
Das von Papst Urban VIII. verhängte Verbot des Tabakkonsums und -anbaus unter Androhung der Exkommunikation trat in Cospaia nie in Kraft, und der Anbau und der Verkauf von Tabak florierten immer. Papst Benedikt XIII. erkannte 1724 das wirtschaftliche Potenzial des Tabaks und führte im gesamten Kirchenstaat eine Tabaksteuer darauf ein. Zahlreiche andere Staaten folgten der Entscheidung des Papstes. Von diesem Zeitpunkt an wurden Konzessionen für den Anbau erteilt und Steuern auf das Rauchen eingeführt. Lange Zeit war die Republik Cospaia der einzige Ort auf der Apenninhalbinsel, an dem das vom Kirchenstaat verhängte Verbot des Tabakanbaus umgangen wurde. Nach 1870 wurden die Verarbeitung und der Handel mit Tabak in Italien zum Monopol des Staates, und die Produktionsrechte wurden an bestimmte Gebiete vergeben, die von Pächtern bewirtschaftet wurden. Von Cospaia aus breitete sich der Anbau in Richtung Città di Castello aus.
Nach der Auflösung der Republik Cospaia wurden den Bewohnern seitens des Kirchenstaates bestimmte Privilegien als Entschädigung gewährt. Dazu gehörte die Erlaubnis, den bereits begonnenen Anbau von Tabak fortzusetzen. Virginiatabak ist in verschiedenen Sorten erhältlich, die nach „Cospaia“ benannt sind. Hierzu zählt beispielsweise die Sorte „Bright Cospaia Fiore Bianco“. In San Giustino befindet sich ein Museum, das der Geschichte des Tabakanbaus in den Gemeinden des oberen Tibertals gewidmet ist.